# Smith & Wesson Model 22A
De Smith & Wesson Model 22A is een semi-automatisch pistool geproduceerd in Houlton (Maine). De 22A heeft een aluminium frame. De 22A wordt onder andere gekenmerkt door een rail die over de bovenkant van het wapen loopt waar gemakkelijk telescoopvizieren en andere accessoires op kunnen worden gezet. 